# Saint-Vrain (Essonne)
Pour les articles homonymes, voir Saint-Vrain.
Saint-Vrain (prononcé sɛ̃ vʁɛ̃ ) est une commune française située à trente-cinq kilomètres au sud de Paris dans le département de l'Essonne en région Île-de-France.
Ses habitants sont appelés les Saint-Vrainois.

## Géographie

### Situation
| Type d’occupation           | Pourcentage | Superficie (en hectares) |
| --------------------------- | ----------- | ------------------------ |
| Espace urbain construit     | 10,8 %      | 124,66                   |
| Espace urbain non construit | 10,5 %      | 121,76                   |
| Espace rural                | 78,7 %      | 911,00                   |
| Source : Iaurif             |             |                          |

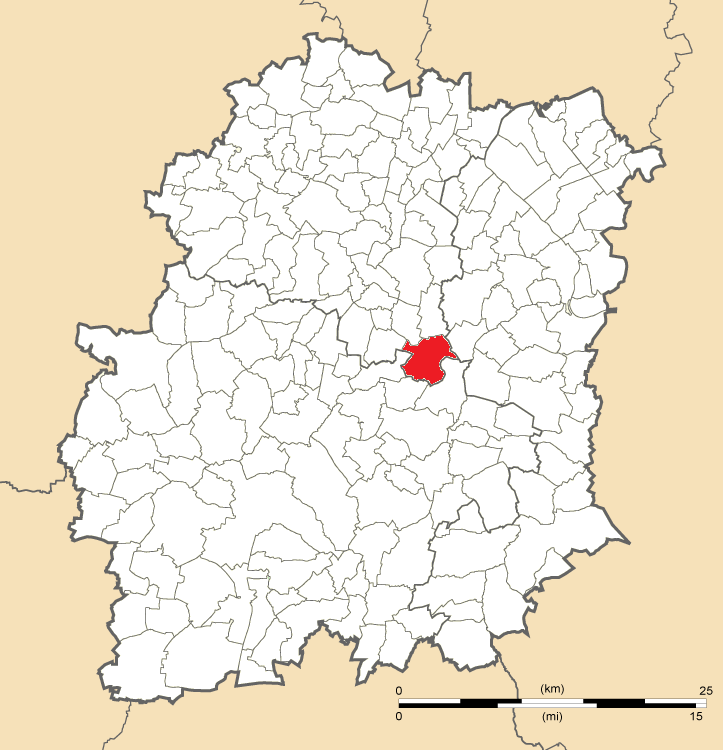
Position de Saint-Vrain en Essonne.

Saint-Vrain est située à trente-cinq kilomètres au sud-est de Paris-Notre-Dame, point zéro des routes de France, treize kilomètres au sud-ouest d'Évry, vingt kilomètres au sud-est de Palaiseau, six kilomètres au nord-ouest de La Ferté-Alais, huit kilomètres au sud-est d'Arpajon, douze kilomètres au sud-est de Montlhéry, treize kilomètres au sud-ouest de Corbeil-Essonnes, dix-huit kilomètres au nord-est d'Étampes, dix-huit kilomètres au nord-ouest de Milly-la-Forêt, vingt-quatre kilomètres au nord-est de Dourdan. Elle est en outre située à cent quatre-vingt-deux kilomètres au sud-ouest de son homonyme Saint-Vrain dans la Marne.

### Hydrographie
La commune est traversée par les rivières l'Essonne et la Juine.

### Climat
Pour des articles plus généraux, voir Climat de l'Île-de-France et Climat de l'Essonne.
En 2010, le climat de la commune est de type climat océanique dégradé des plaines du Centre et du Nord, selon une étude du CNRS s'appuyant sur une série de données couvrant la période 1971-2000. En 2020, Météo-France publie une typologie des climats de la France métropolitaine dans laquelle la commune est exposée à un climat océanique altéré et est dans la région climatique Sud-ouest du bassin Parisien, caractérisée par une faible pluviométrie, notamment au printemps (120 à 150 mm) et un hiver froid (3,5 °C). 
Pour la période 1971-2000, la température annuelle moyenne est de 11,4 °C, avec une amplitude thermique annuelle de 15,4 °C. Le cumul annuel moyen de précipitations est de 657 mm, avec 10,6 jours de précipitations en janvier et 7,5 jours en juillet. Pour la période 1991-2020, la température moyenne annuelle observée sur la station météorologique la plus proche, située sur la commune de Brétigny-sur-Orge à 8 km à vol d'oiseau, est de 11,9 °C et le cumul annuel moyen de précipitations est de 628,9 mm,. Pour l'avenir, les paramètres climatiques de la commune estimés pour 2050 selon différents scénarios d'émission de gaz à effet de serre sont consultables sur un site dédié publié par Météo-France en novembre 2022.

### Voies de communication et transports
Une ligne régulière d'autobus du réseau de bus Essonne Sud Est (ligne 4305) en départ de Bouray-sur-Juine (gare SNCF) et en arrivée Itteville passe par Saint-Vrain.

### Lieux-dits, écarts et quartiers
La commune est composée de divers groupements d'habitations :
- le centre du village avec l'église, mairie, commerces, école
- La Vallée : château, lotissement pavillonnaire
- Brateau : ferme
- L'Orme de la Prévoté : lotissement pavillonnaire
- Le Petit Saint-Vrain : anciennement détaché de Saint-Vrain
- Le Bouchet sur la route route reliant Vert-le-Petit à Saint-Vrain
- Les Renouillères : ferme

## Urbanisme

### Typologie
Au 1er janvier 2024, Saint-Vrain est catégorisée ceinture urbaine, selon la nouvelle grille communale de densité à sept niveaux définie par l'Insee en 2022.
Elle appartient à l'unité urbaine de Ballancourt-sur-Essonne, une agglomération intra-départementale regroupant trois  communes, dont elle est une commune de la banlieue,,. Par ailleurs la commune fait partie de l'aire d'attraction de Paris, dont elle est une commune de la couronne,. Cette aire regroupe 1 929 communes,.

## Toponymie
Auparavant appelée Scortiacum, Scortiensis Parrochia au XIe siècle, Escorciacum en 1384, Sanctus Veranus de Scoriaco, Escorchy, Escorcy, Saint Verain d’Escorcy en 1369.
En 1466 on trouve la "ville d'Escorcy" comprenant les maisons groupées autour de l'église ; le "village de Saint-Vrain", c'est-à-dire l'actuel "Petit Saint-Vrain", proche du prieuré de Saint-Vrain ; la "bourgade de Brateau", les hameaux de "Feularde" et de "la Vallée" ainsi que les manoirs des "Renouillères", "Billy" et "La Boissière". Le nom de Saint-Vérain de Scorcy est introduit après 1535, pour se stabiliser en Saint-Vrain au XVIIe siècle. La carte de Cassini, du XVIIIe siècle, indique le nom Saint-Vrin. La commune fut créée en 1793 avec son nom actuel.
La commune tire son nom du saint éponyme, saint Véran, Varent ou Vrain, qui y fonda le prieuré de Saint-Vrain.

## Histoire
Saint-Vrain est habité depuis au moins l'époque gallo-romaine, comme l'attestent les vestiges romains trouvés sur la commune. La voie romaine reliant les Sénons à Paris passe juste à côté, ce qui a pu contribuer à l'affluence du lieu. La vallée de la Juine est peuplée de pêcheurs, de bergers et de bûcherons, et elle ne cesse d'être exploitée. Au temps des premiers rois capétiens, un hameau regroupé autour d'une chapelle porte le nom de Brateau où de nombreuses reliques dont celles de saint Vrain sont conservées. Entre 1030 et 1060, le chevalier Eudes donne ce territoire aux bénédictins de l'abbaye Saint-Pierre-des-Fossés (devenue plus tard abbaye de Saint-Maur).

## Population et société

### Démographie

#### Évolution démographique
L'évolution du nombre d'habitants est connue à travers les recensements de la population effectués dans la commune depuis 1793. Pour les communes de moins de 10 000 habitants, une enquête de recensement portant sur toute la population est réalisée tous les cinq ans, les populations de référence des années intermédiaires étant quant à elles estimées par interpolation ou extrapolation. Pour la commune, le premier recensement exhaustif entrant dans le cadre du nouveau dispositif a été réalisé en 2004.

En 2022, la commune comptait 3 046 habitants, en évolution de −0,42 % par rapport à 2016 (Essonne : +2,89 %, France hors Mayotte : +2,11 %).
| 1793 | 1800 | 1806 | 1821 | 1831 | 1836 | 1841 | 1846 | 1851 |
| ---- | ---- | ---- | ---- | ---- | ---- | ---- | ---- | ---- |
| 646  | 745  | 751  | 678  | 653  | 688  | 695  | 691  | 726  |

| 1856 | 1861 | 1866 | 1872 | 1876 | 1881 | 1886 | 1891 | 1896 |
| ---- | ---- | ---- | ---- | ---- | ---- | ---- | ---- | ---- |
| 737  | 743  | 777  | 813  | 815  | 812  | 802  | 808  | 826  |

| 1901 | 1906 | 1911 | 1921 | 1926 | 1931 | 1936 | 1946 | 1954 |
| ---- | ---- | ---- | ---- | ---- | ---- | ---- | ---- | ---- |
| 820  | 836  | 875  | 817  | 864  | 886  | 832  | 777  | 826  |

| 1962 | 1968  | 1975  | 1982  | 1990  | 1999  | 2004  | 2006  | 2009  |
| ---- | ----- | ----- | ----- | ----- | ----- | ----- | ----- | ----- |
| 873  | 1 473 | 2 104 | 2 295 | 2 307 | 2 800 | 2 810 | 2 792 | 2 788 |

| 2014  | 2019  | 2022  | - | - | - | - | - | - |
| ----- | ----- | ----- | - | - | - | - | - | - |
| 3 062 | 3 059 | 3 046 | - | - | - | - | - | - |

#### Pyramide des âges
En 2018, le taux de personnes d'un âge inférieur à 30 ans s'élève à 31,7 %, soit en dessous de la moyenne départementale (39,9 %). À l'inverse, le taux de personnes d'âge supérieur à 60 ans est de 28,5 % la même année, alors qu'il est de 20,1 % au niveau départemental.
En 2018, la commune comptait 1 463 hommes pour 1 596 femmes, soit un taux de 52,17 % de femmes, légèrement supérieur au taux départemental (51,02 %).
Les pyramides des âges de la commune et du département s'établissent comme suit.
| Hommes | Classe d’âge | Femmes |
| ------ | ------------ | ------ |
| 1,3    | 90 ou +      | 4,7    |
| 8,9    | 75-89 ans    | 12,3   |
| 16,8   | 60-74 ans    | 13,1   |
| 23,1   | 45-59 ans    | 20,9   |
| 18,6   | 30-44 ans    | 17,1   |
| 14,6   | 15-29 ans    | 14,5   |
| 16,7   | 0-14 ans     | 17,5   |

| Hommes | Classe d’âge | Femmes |
| ------ | ------------ | ------ |
| 0,5    | 90 ou +      | 1,4    |
| 5,4    | 75-89 ans    | 7,2    |
| 12,9   | 60-74 ans    | 13,9   |
| 20     | 45-59 ans    | 19,4   |
| 19,9   | 30-44 ans    | 20,1   |
| 20     | 15-29 ans    | 18,2   |
| 21,3   | 0-14 ans     | 19,8   |

## Politique et administration

### Politique locale
La commune de Saint-Vrain est rattachée au canton de Brétigny-sur-Orge, représenté par les conseillers départementaux Nicolas Méary (UDI) et Sophie Rigault (LR), à l'arrondissement de Palaiseau et à la troisième circonscription de l'Essonne, représentée par la députée Laëtitia Romeiro Dias (LREM).
L'Insee attribue à la commune le code 91 3 04 579. La commune de Saint-Vrain est enregistrée au répertoire des entreprises sous le code SIREN 219 105 798. Son activité est enregistrée sous le code APE 8411Z. En 2003, la commune a reçu le label « Ville Internet @ ».

### Liste des maires
| Période                                  | Période                       | Identité        | Étiquette | Qualité                                                                               |
| ---------------------------------------- | ----------------------------- | --------------- | --------- | ------------------------------------------------------------------------------------- |
| Les données manquantes sont à compléter. |                               |                 |           |                                                                                       |
| mars 1971                                | 1979                          | Charles Vézard  |           | Ancien ouvrier menuisier, maire honoraire Démissionnaire pour raison de santé         |
| 1979                                     | mars 1983                     | Guy Choiselle   |           |                                                                                       |
| Les données manquantes sont à compléter. |                               |                 |           |                                                                                       |
| mars 1989                                | juin 1995                     | Serge Hézode    | DVD       |                                                                                       |
| juin 1995                                | mars 2014                     | Jean Levilly    | SE-DVD    | Ingénieur informatique Suppléant de la députée Geneviève Colot (2002 → 2007)          |
| mars 2014                                | mai 2020                      | Pierre Cochard  | SE-DVD    | Retraité 8e vice-président de la CC du Val d'Essonne (2014 → 2020)                    |
| mai 2020                                 | En cours (au 19 janvier 2021) | Corinne Cordier | SE        | Cadre de la fonction publique 12e vice-présidente de la CC du Val d'Essonne (2020 → ) |

### Tendances et résultats politiques
Élections présidentielles, résultats des deuxièmes tours :
- Élection présidentielle de 2002 : 84,39 % pour Jacques Chirac (RPR), 15,61 % pour Jean-Marie Le Pen (FN), 84,32 % de participation[44].
- Élection présidentielle de 2007 : 59,65 % pour Nicolas Sarkozy (UMP), 40,35 % pour Ségolène Royal (PS), 84,73 % de participation[45].
- Élection présidentielle de 2012 : 54,34 % pour Nicolas Sarkozy (UMP), 45,66 % pour François Hollande (PS), 80,00 % de participation[46].
- Élection présidentielle de 2017 : 66,83 % pour Emmanuel Macron (LREM), 33,17 % pour Marine Le Pen (FN), 78,88 % de participation.

Élections législatives, résultats des deuxièmes tours :
- Élections législatives de 2002 : 61,07 % pour Geneviève Colot (UMP), 38,93 % pour Yves Tavernier (PS), 65,55 % de participation[47].
- Élections législatives de 2007 : 60,15 % pour Geneviève Colot (UMP), 39,85 % pour Brigitte Zins (PS), 60,15 % de participation[48].
- Élections législatives de 2012 : 50,29 % pour Michel Pouzol (PS), 49,71 % pour Geneviève Colot (UMP), 56,06 % de participation[49].
- Élections législatives de 2017 : 60,28 % pour Laëtitia Romeiro Dias (LREM), 39,72 % pour Virginie Araujo (LFI), 41,70 % de participation.

Élections européennes, résultats des deux meilleurs scores :
- Élections européennes de 2004 : 25,17 % pour Harlem Désir (PS), 18,51 % pour Patrick Gaubert (UMP), 47,69 % de participation[50].
- Élections européennes de 2009 : 29,04 % pour Michel Barnier (UMP), 21,86 % pour Daniel Cohn-Bendit (Europe Écologie), 44,42 % de participation[51].
- Élections européennes de 2014 : 25,63 % pour Aymeric Chauprade (FN), 19,81 % pour Alain Lamassoure (UMP), 48,49 % de participation.
- Élections européennes de 2019 : 25,22 % pour Nathalie Loiseau (LREM), 20,28 % pour Jordan Bardella (RN), 55,10 % de participation.

Élections régionales, résultats des deux meilleurs scores :
- Élections régionales de 2004 : 51,31 % pour Jean-Paul Huchon (PS), 37,78 % pour Jean-François Copé (UMP), 66,64 % de participation[52].
- Élections régionales de 2010 : 51,75 % pour Jean-Paul Huchon (PS), 48,25 % pour Valérie Pécresse (UMP), 51,21 % de participation[53].
- Élections régionales de 2015 : 40,87 % pour Valérie Pécresse (LR), 33,89 % pour Claude Bartolone (PS), 59,72 % de participation.

Élections cantonales et départementales, résultats des deuxièmes tours :
- Élections cantonales de 2001 : données manquantes.
- Élections cantonales de 2008 : 56,73 % pour Michaël Christophe (UMP), 43,27 % pour Michel Pouzol (PS), 45,59 % de participation[54].
- Élections départementales de 2015 : 62,32 % pour Nicolas Méary (UDI) et Sophie Rigault (UMP), 37,68 % pour Isabelle Catrain (EELV) et Michel Pouzol (PS), 46,82 % de participation.

Élections municipales, résultats des deuxièmes tours :
- Élections municipales de 2001 : données manquantes.
- Élections municipales de 2008 : 989 voix pour Patrice Maignan (?), 988 voix pour Nathalie Rémy (?), 55,30 % de participation[55].
- Élections municipales de 2014 : 67,92 % pour Pierre Cochard (DVD) élu au premier tour, 32,08 % pour Philippe Vigneau (DVD), 64,80 % de participation.
- Élections municipales de 2020 : 64,27 % pour Corinne Cordier (SE) élue au premier tour, 35,73 % pour Pierre Cochard (DVD), 56,40 % de participation.

Référendums :
- Référendum de 2000 relatif au quinquennat présidentiel : 72,55 % pour le Oui, 27,45 % pour le Non, 31,94 % de participation[56].
- Référendum de 2005 relatif au traité établissant une Constitution pour l'Europe : 51,46 % pour le Oui, 48,54 % pour le Non, 74,25 % de participation[57].

### Enseignement
Les élèves de Saint-Vrain sont rattachés à l'académie de Versailles. La commune dispose sur son territoire de l'école primaire Daniel Galland et de l'école primaire privée Sainte-Claire catholique rattachée au diocèse.

### Santé
La commune dispose sur son territoire des maisons de retraite du Moulin de l'Épine, d'Hautefeuille et de la Boissière.

### Services publics
La commune dispose sur son territoire d'une agence postale.

### Jumelages
| Saint-Vrain Thaxted |

Saint-Vrain a développé des associations de jumelage avec :
- Thaxted (Royaume-Uni) depuis 2000, en anglais Thaxted, située à 405 kilomètres[62].

## Vie quotidienne à Saint-Vrain

### Lieux de culte

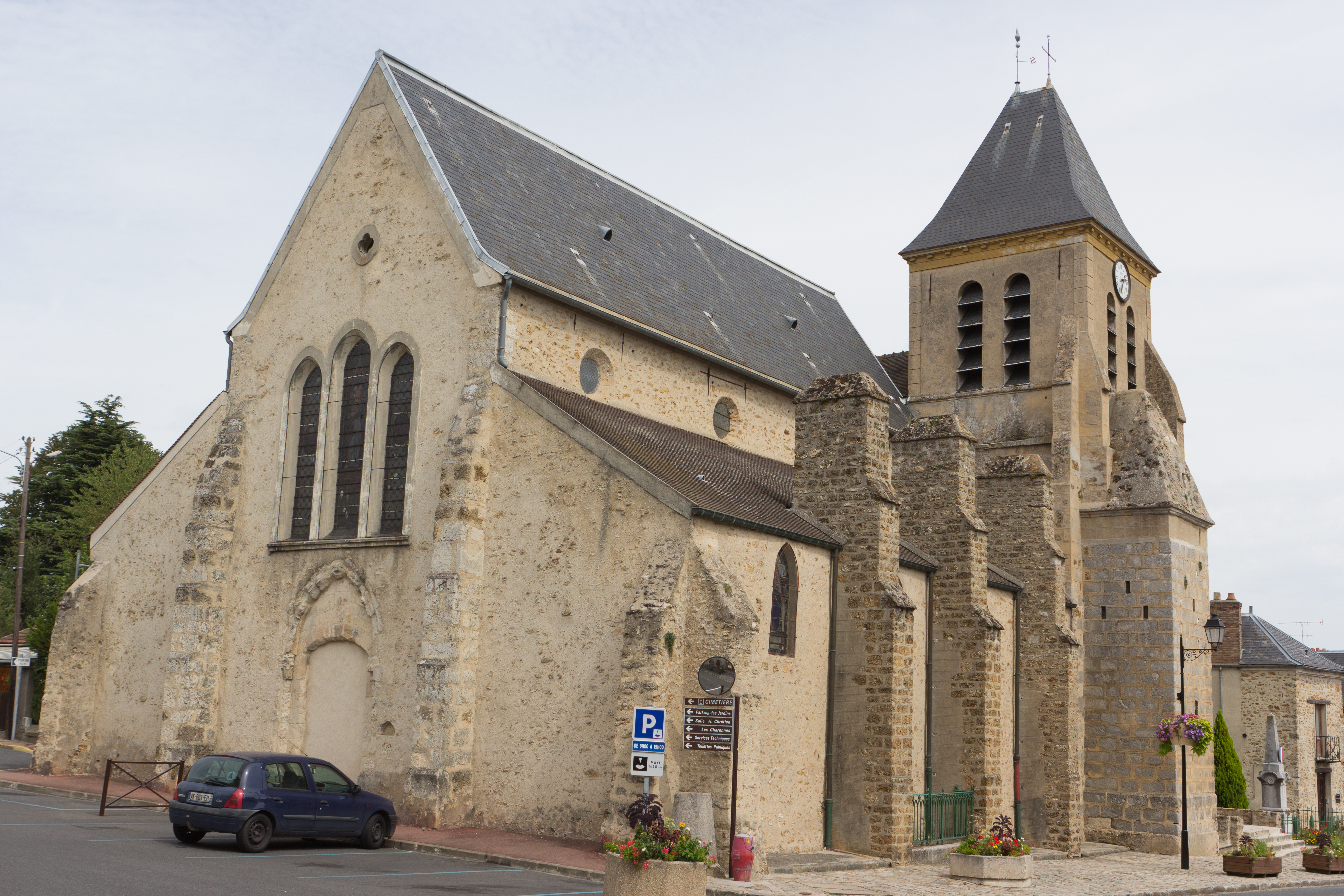
L'église Saint-Caprais.

La paroisse catholique de Saint-Vrain est rattachée au secteur pastoral de Brétigny et au diocèse d'Évry-Corbeil-Essonnes. Elle dispose de l'église Saint-Caprais.

### Médias
L'hebdomadaire Le Républicain relate les informations locales. La commune est en outre dans le bassin d'émission des chaînes de télévision France 3 Paris Île-de-France Centre, IDF1 et Téléssonne intégré à Télif.
La commune de Saint-Vrain dispose de son propre journal local : Un mois à Saint-Vrain.

## Économie

### Emplois, revenus et niveau de vie
En 2006, le revenu fiscal médian par ménage était de 24 356 €, ce qui plaçait la commune au 542e rang parmi les 30 687 communes de plus de cinquante ménages que compte le pays et au cinquante-deuxième rang départemental.
| Répartition des emplois par catégories socioprofessionnelles en 2006. |              |                                           |                                                   |                            |                          |                           |
|                                                                       | Agriculteurs | Artisans, commerçants, chefs d’entreprise | Cadres et professions intellectuelles supérieures | Professions intermédiaires | Employés                 | Ouvriers                  |
| Saint-Vrain                                                           | 0,0 %        | 8,1 %                                     | 8,0 %                                             | 30,5 %                     | 38,3 %                   | 15,2 %                    |
| Zone d’emploi d’Évry                                                  | 0,3 %        | 4,0 %                                     | 20,2 %                                            | 29,6 %                     | 28,2 %                   | 17,7 %                    |
| Moyenne nationale                                                     | 2,2 %        | 6,0 %                                     | 15,4 %                                            | 24,6 %                     | 28,7 %                   | 23,2 %                    |
| Répartition des emplois par secteurs d’activités en 2006.             |              |                                           |                                                   |                            |                          |                           |
|                                                                       | Agriculture  | Industrie                                 | Construction                                      | Commerce                   | Services aux entreprises | Services aux particuliers |
| Saint-Vrain                                                           | 5,2 %        | 10,8 %                                    | 16,8 %                                            | 10,2 %                     | 1,9 %                    | 11,5 %                    |
| Zone d’emploi d’Évry                                                  | 0,9 %        | 13,5 %                                    | 5,4 %                                             | 14,6 %                     | 16,2 %                   | 6,9 %                     |
| Moyenne nationale                                                     | 3,5 %        | 15,2 %                                    | 6,4 %                                             | 13,3 %                     | 13,3 %                   | 7,6 %                     |
| Sources : Insee,                                                      |              |                                           |                                                   |                            |                          |                           |

## Culture locale et patrimoine

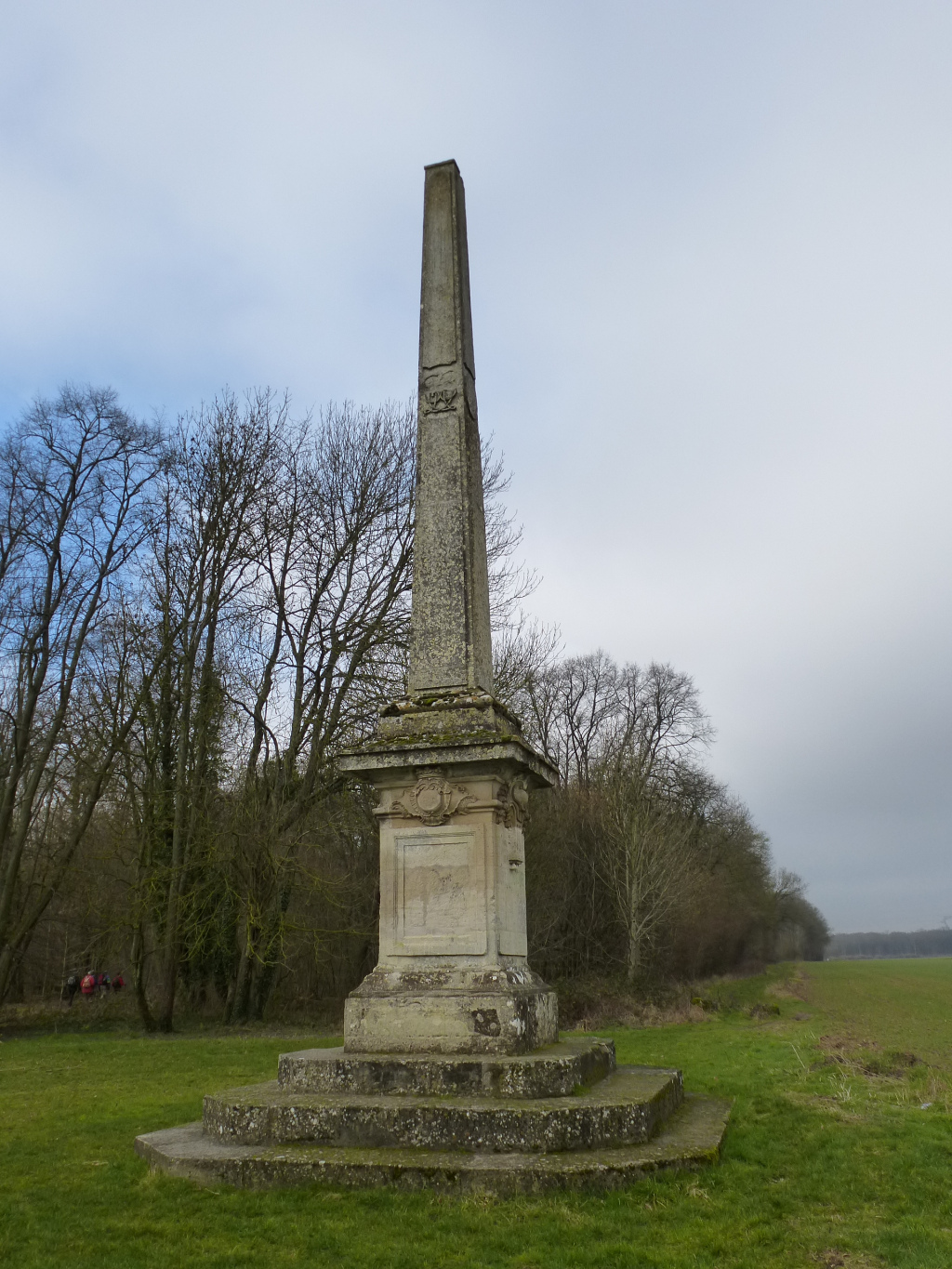
Obélisque de Saint-Vrain

### Patrimoine environnemental
Les berges de la Juine et l'Essonne et les bois qui les bordent et entourent les villages ont été recensés au titre des espaces naturels sensibles par le conseil général de l'Essonne.

### Patrimoine architectural
L'obélisque de triangulation de Cassini a été inscrit aux monuments historiques le 18 février 1948. L'église Saint-Caprais du XIIIe siècle a été inscrite aux monuments historiques le 27 mars 1926.
Le château de Saint-Vrain avec parc, ancien parc zoologique le Monde des animaux sauvage, avec reconstitutions de scènes préhistoriques (actuellement fermé), privé. Obélisque (époque louis XV), église du XIIIe siècle.

### Personnalités liées à la commune

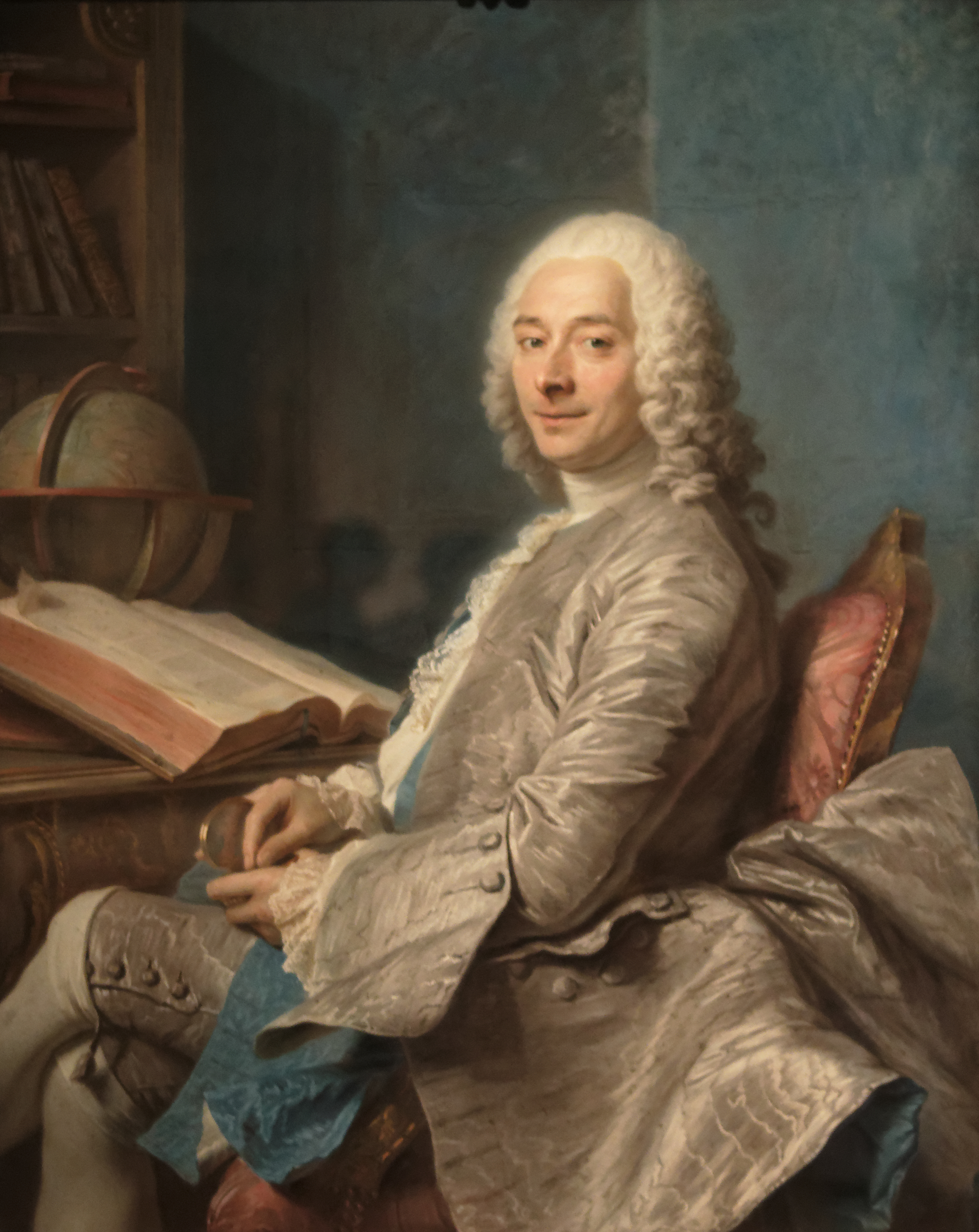
Louis Duval de l'Epinoy par Quentin de La Tour (1745).

Différents personnages publics sont nés, décédés ou ont vécu à Saint-Vrain :
- Louis Duval de l'Epinoy, marquis de Saint-Vrain de 1747 à 1769 qui fit ériger l’obélisque de triangulation en 1750 en hommage aux travaux des Cassini ;
- Jeanne Bécu, dite Madame du Barry, (1743-1793), favorite de Louis XV y vécut ;
- Ballot de Sauvot (1703-1761), en fut le bailli ;
- Jacques Alexandre de Gourlade (1735-1803), aristocrate y vécut ;
- Jean-Pierre Beltoise (1937- 2015), pilote automobile y vécut et y est enterré ;
- Francesco Borghèse, prince Aldobrandini posséda le domaine au début du XIXe siècle ;
- Henri de Rochechouart de Mortemart y fut propriétaire.

### Héraldique
| Blason de Saint-Vrain (Essonne) | Blason  | Parti : au premier d'argent à la croix de saint Benoît de sable, au second de gueules au lion couronné d'argent ; le tout sommé d'un chef de gueules chargé de trois écussons d'or. |
| Blason de Saint-Vrain (Essonne) | Détails | Ce blason a été créé par l'association « Saint-Vrain et son histoire » dirigée à l'époque par M. Charreyre et adopté par le conseil municipal du 20 novembre 1985. Il reprend le blason originel de Saint-Vrain, d'argent au chef de gueules chargé de trois écussons d'or, complété par la croix de Saint-Benoit en mémoire de l'abbaye bénédictine du Brateau installée dans la commune, et ce qu'on crut à l'époque être les armes de Nicolas Levasseur, chevalier et conseiller au parlement de Paris, qui obtint l'érection du domaine en marquisat en 1658. Il apparait aujourd'hui que le blasonnement choisi ne correspond pas à la bonne famille Levasseur... |